# Gigi Proietti
Pour les articles homonymes, voir Proietti.
Gigi Proietti (de son vrai nom Luigi Proietti) est un acteur, comique, réalisateur, doubleur et scénariste italien né le 2 novembre 1940 à Rome et mort le 2 novembre 2020 dans la même ville.

## Biographie
Gigi (Luigi) Proietti est né à Rome en 1940 de Romano Proietti, un homme originaire d'Ombrie, et de Giovanna Ceci, femme au foyer. Pendant sa jeunesse, il a chanté et de joué de la guitare, du piano, de l'accordéon et de la contrebasse dans plusieurs boîtes de nuit romaines. Il s'inscrit à la faculté de droit de l'Université La Sapienza qu'il abandonne pour suivre les cours de mime du Centre théâtral universitaire de Giancarlo Cobelli, qui remarque ses qualités de musicien et l'oriente vers le théâtre expérimental .
Après avoir travaillé sur la scène théâtrale, Gigi Proietti fait ses débuts en 1966 au cinéma, dans Les Nuits facétieuses (Le piacevoli notti), et à la télévision, dans la série télévisée I grandi camaleonti. Son premier succès personnel remonte à 1971, lorsqu'il remplace Domenico Modugno dans la comédie musicale Alleluja brava gente de Garinei et Giovannini, aux côtés de Renato Rascel.
Après avoir joué en 1974 le rôle de Neri Chiaramantesi dans le drame La cena delle beffe, aux côtés de Carmelo Bene et Vittorio Gassman, il entame en 1976 une collaboration avec le dramaturge Roberto Lerici, avec lequel il écrit et met en scène ses pièces de théâtre en 1976 à partir du one-man show A me gli occhi, please (Donne-moi tes yeux, s'il te plaît), rapporté diverse fois sur la scène en 1993, 1996 et 2000. Le spectacle initialement prévu pour être joué 6 fois, a dépassé les 300 représentations, avec un public moyen de 2 000 personnes par représentation.
Il a participé à quelques films internationaux, dont Le Rendez-vous (The Appointment, 1969), réalisé par Sidney Lumet, Un mariage (A Wedding) (1978), réalisé par Robert Altman, et La Grande Cuisine (Who Is Killing the Great Chefs of Europe?), réalisé par Ted Kotcheff.
Gigi Proietti était également un doubleur de films et d'émissions de télévision en langue italienne. Il a doublé plusieurs acteurs célèbres, dont Robert De Niro, Sean Connery, Sylvester Stallone, Richard Burton, Richard Harris, Dustin Hoffman, Paul Newman, Charlton Heston et Marlon Brando. Il a notamment interprété le rôle du Génie dans la version italienne de la série de films Aladdin et Draco dans Cœur de dragon (Dragonheart). Il est également la voix italienne de Gandalf dans la série de films Le Hobbit, en remplacement de feu Gianni Musy, qui l'avait doublé dans Le Seigneur des Anneaux, ainsi que dans les années 1960, de Sylvestre de Looney Tunes.
Gigi Proietti s'est intéressé à la musique dès son plus jeune âge. Proietti a joué et interprété la chanson d'ouverture et de clôture de Il circolo Pickwick, diffusée sur la Rai 1 en 1968. À cette époque, il a rencontré Lucio Battisti et a signé avec la maison de disques Dischi Ricordi.
Au milieu des années 1990, il a fait partie du Trio Melody aux côtés de Peppino di Capri et Stefano Palatresi. Le groupe a été actif depuis le Festival de Sanremo 1995 jusqu'en 1996 et n'a sorti qu'un seul album. Il s'est également lancé dans une carrière solo et a sorti 11 albums et 15 singles. En 1997, Gigi signe avec Alessandro Sisti son seul et unique scénario de bande dessinée Disney, illustré par Giorgio Cavazzano, "Donald contre les hordes touristiques" (Paperino e le papere del Campidoglio).
Gigi Proietti décède d'un infarctus du myocarde à 5h33 UTC+1, le 2 novembre 2020, jour de son quatre-vingtième anniversaire, après quinze jours d'hospitalisation en soins intensifs à la clinique romaine Villa Margherita pour cause de graves problèmes cardiaques,.

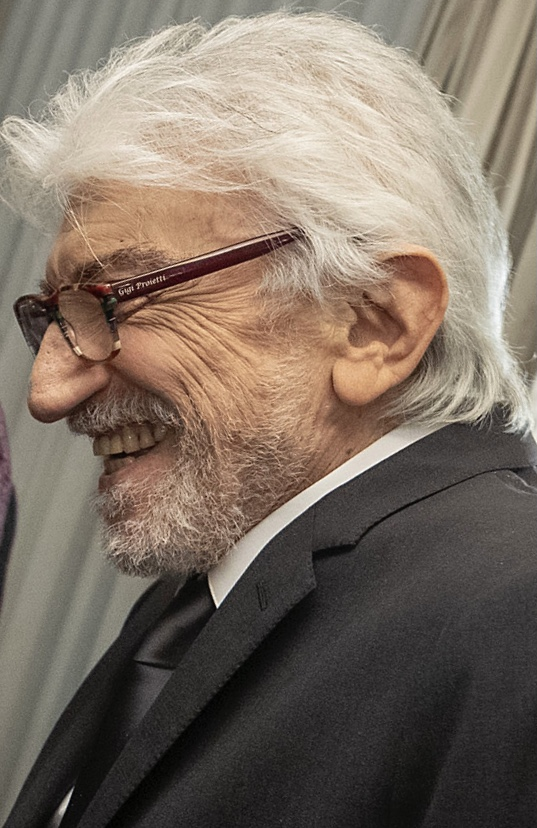
Gigi Proietti en 2020

## Filmographie partielle
- 1955 : Il nostro campione de Vittorio Duse
- 1964 : Parlons femmes (Se permettete parliamo di donne) de Ettore Scola
- 1964 : L'Amour à cheval (La matriarca) de Pasquale Festa Campanile
- 1967 : L'Amant fantôme (La ragazza del bersagliere) d'Alessandro Blasetti
- 1967 : Le Déchaîné (Lo scatenato) de Franco Indovina
- 1969 : Una ragazza piuttosto complicata de Damiano Damiani
- 1970 : Brancaleone s'en va-t-aux croisades (Brancaleone alle crociate) de Mario Monicelli
- 1971 : Mortadella (La mortadella) de Mario Monicelli
- 1972 : Les ordres sont les ordres (Gli ordini sono ordini) de Franco Giraldi
- 1973 : La propriété, c'est plus le vol (La proprietà non è più un furto) d'Elio Petri
- 1973 : La Tosca de Luigi Magni
- 1975 : En 2000, il conviendra de bien faire l'amour (Conviene far bene l'amore) de Pasquale Festa Campanile
- 1976 : L'Héritage (L'eredità Ferramonti) de Mauro Bolognini
- 1976 : Chi dice donna, dice donna de Tonino Cervi
- 1976 : Fièvre de cheval (Febbre da cavallo) de Steno
- 1976 : Bordella de Pupi Avati
- 1977 : La Cabine des amoureux (Casotto) de Sergio Citti
- 1978 : Un mariage (A Wedding) de Robert Altman
- 1978 : La Grande Cuisine (Who Is Killing the Great Chefs of Europe?) de Ted Kotcheff
- 1979 : Deux Bonnes Pâtes (Due pezzi di pane) de Sergio Citti
- 1980 : Non ti conosco più amore de Sergio Corbucci
- 1982 : Di padre in figlio de Vittorio Gassman et Alessandro Gassmann
- 1984 : Mi faccia causa de Steno
- 1994 : La Fille de d'Artagnan de Bertrand Tavernier (cardinal de Mazarin)
- 1998 : L'homme au masque de fer de Randall Wallace (cardinal de Mazarin)
- 2002 : Febbre da cavallo - La mandrakata de Carlo Vanzina
- 2010 : Preferisco il Paradiso de  Giacomo Campiotti (Philippe Néri)
- 2011 : Tutti al mare de Matteo Cerami
- 2012 : Stelle de Yann Renzi (voix off)[7]
- 2013 : Indovina chi viene a Natale? de Fausto Brizzi
- 2014 : Ma tu di che segno 6? de Neri Parenti
- 2019 : Pinocchio de Matteo Garrone

## Récompenses et distinctions
- Ruban d'argent du meilleur acteur en 2003 pour Febbre da cavallo - La mandrakata.
- Le 30 septembre 2013 il est distingué comme citoyen d'honneur par la ville de Viterbe[8].